# غرانت فورلونغ
غرانت فورلونغ هو سياسي أمريكي، ولد في 4 يناير 1886 في Roscoe, Pennsylvania ‏ في الولايات المتحدة، وتوفي في 19 مارس 1973 في دونورا ‏ في الولايات المتحدة. نشط حزبياً في الحزب الديمقراطي. وقد انتخب عضو مجلس النواب الأمريكي ‏.